# Uzalis
Uzalis (łac. Diocesis Uzalensis) – stolica historycznej diecezji w Cesarstwie Rzymskim w prowincji Afryka Prokonsularna, sufragania metropolii Kartagina. Współcześnie w Tunezji. Obecnie katolickie biskupstwo tytularne.

## Biskupi tytularni
| Lp. | Biskup                       | Funkcja                                         | Od                | Do                |
| --- | ---------------------------- | ----------------------------------------------- | ----------------- | ----------------- |
| 1   | Edoardo Luigi Antonio Leys   | wikariusz apostolski Kivu (Zair)                | 19 grudnia 1929   | 10 sierpnia 1945  |
| 2   | Gérard Wantenaar             | wikariusz apostolski Basankusu (Zair)           | 8 stycznia 1948   | 3 grudnia 1951    |
| 3   | Giuseppe Pullano             | biskup koadiutor Patti (Włochy)                 | 22 kwietnia 1953  | 2 sierpnia 1957   |
| 4   | Raimundo de Castro e Silva   | biskup pomocniczy Fortalezy (Brazylia)          | 9 listopada 1957  | 2 sierpnia 1991   |
| 5   | Bernard Harrington           | biskup pomocniczy Detroit (USA)                 | 23 listopada 1993 | 4 listopada 1998  |
| 6   | Felix Genn                   | biskup pomocniczy Trewiru (Niemcy)              | 16 kwietnia 1999  | 4 kwietnia 2003   |
| 7   | Oscar Sarlinga               | biskup pomocniczy Mercedes-Luján (Argentyna)    | 12 kwietnia 2003  | 3 lutego 2006     |
| 8   | Edmundo Valenzuela           | wikariusz apostolski Chaco Paraguayo (Paragwaj) | 13 lutego 2006    | 8 listopada 2011  |
| 9   | Devair Araújo da Fonseca     | biskup pomocniczy São Paulo (Brazylia)          | 10 grudnia 2014   | 11 listopada 2020 |
| 10  | Germán Humberto Barbosa Mora | biskup pomocniczy Bogoty (Kolumbia)             | 20 czerwca 2025   |                   |